# Grænalón
Der Grænalón gehört zu den Gletscherseen am Südrand des Vatnajökull in Island. Seine Fläche beträgt 18 km2. Er liegt unterhalb des Berges Grænafjall.
Im Gegensatz zu den bekannteren Gletscherseen wie dem Jökulsárlón befindet er sich aber nicht an der Küste, sondern im Hochland, am nordwestlichen Ende des Skeiðarárjökulls.
Auch in der Nähe des Grænalón wirken aktive Vulkane, die immer wieder Gletscherläufe aus diesem See initiieren. Manchmal erreichten große Eisklötze aus dem Grænalón die Ebene des Skeiðarásanders. Ein bedeutenderer Gletscherlauf fand 1935 statt. Man nimmt an, dass die Menge des auf den Sander strömenden Wassers insgesamt 1,5 km³ betrug, d. h. der Gletschersee entleerte sich völlig dabei. Die größten bisher gemessenen Gletscherläufe hatten ein Volumen von ca. 3.000 m³/s. Das Wasser fließt vor allem östlich bzw. westlich des Berges Lómagnúpur in die Flüsse Núpsvötn bzw. Súla.
In der Nähe des Sees findet man zahlreiche kalte und heiße Quellen, was auf ein dortiges Hochtemperaturgebiet unter dem Vatnajökull schließen lässt, das entsprechend Eis aufschmilzt und damit für die Gletscherläufe verantwortlich ist.
Bei seiner Wiederauffüllung kann er eine Tiefe von bis zu 200 m erreichen, was ihn zum dritttiefsten See Islands macht.